# Frühe Bronzezeit
| Übersicht Urgeschichte | Übersicht Urgeschichte | Übersicht Urgeschichte | Übersicht Urgeschichte |
| ---------------------- | ---------------------- | ---------------------- | ---------------------- |
| Holozän                | (➚ Frühgeschichte)     | (➚ Frühgeschichte)     | (➚ Frühgeschichte)     |
| Holozän                | Eisenzeit              |                        |                        |
| Holozän                | späte Bronzezeit       |                        |                        |
| Holozän                | mittlere Bronzezeit    |                        |                        |
| Holozän                | frühe Bronzezeit       |                        |                        |
| Holozän                | Bronzezeit             |                        |                        |
| Holozän                | Kupfersteinzeit        |                        |                        |
| Holozän                | Jungsteinzeit          |                        |                        |
| Holozän                | Mittelsteinzeit        |                        |                        |
| Pleistozän             | Jungpaläolithikum      |                        |                        |
| Pleistozän             | Mittelpaläolithikum    |                        |                        |
| Pleistozän             | Altpaläolithikum       |                        |                        |
| Pleistozän             | Altsteinzeit           |                        |                        |
| Pleistozän             | Steinzeit              |                        |                        |

Die frühe Bronzezeit bzw. Frühbronzezeit (Fachkürzel „FBZ“) bezeichnet den Beginn einer neuen Technologie, der Legierung von Kupfer und Zinn zum Werkstoff Bronze. Allerdings darf dies nicht als revolutionäres Ereignis aufgefasst werden, welches einen plötzlichen Bruch mit vorangegangenen Lebensumständen bedeutet hätte. Vielmehr handelte es sich um eine kontinuierliche Entwicklung. Geografisch verbreitete sich diese Technologie mit erheblichen zeitlichen Unterschieden. In einigen Regionen des Mittelmeerraumes, z. B. Palästina, Anatolien und Griechenland, beginnt die frühe Bronzezeit bereits in der ersten Hälfte des 3. Jahrtausends v. Chr., zum Beispiel in Troja I kurz nach 3000 v. Chr. Dagegen beginnt die Bronzezeit im südlichen Mitteleuropa, auf der Iberischen Halbinsel und in Italien erst zwischen 2300 und 2200 v. Chr.
In Mitteleuropa setzte sich die Zinnbronze erst im Verlauf der Stufe Bz A2 (2000 bis 1600 v. Chr.) allgemein als Standardlegierung durch. Ein großer Teil der frühbronzezeitlichen Metallgegenstände bestand immer noch aus Kupfer, zum Teil auch aus Legierungen von Kupfer und Zinn mit weiteren Legierungselementen wie Antimon oder Arsen. Diese Beimengungen waren hauptsächlich durch das jeweils verarbeitete Erz bedingt.
Der Beginn der Frühbronzezeit stellt sich demnach nicht als abrupte Zäsur dar, sondern zeichnet sich eher durch eine Serie von Innovationen aus: durch die Aufgabe der autarken Wirtschaftsweise in Gebieten, die jetzt von Metallimporten abhängig waren, da sie selbst nicht über entsprechende Bodenschätze verfügten, durch ein sich im Zusammenhang mit diesem Import herausbildendes, zunehmend komplexes Handelsnetz und eine zunehmende handwerkliche Spezialisierung. Diese Innovationen vollzogen sich nicht unmittelbar und zeitgleich in verschiedenen Regionen, sondern in einem längeren Prozess.
Kennzeichnend ist die Koexistenz von kleinräumigen, regionalen Kulturen und Gruppen zusammen mit überregionalen Erscheinungen, wie der Glockenbecherkultur, wobei mit dem Beginn der Frühbronzezeit ein Assimilierungsprozess einsetzte, der die Verschmelzung letzterer (Glockenbecherkultur, Schnurkeramikkulturen) mit den verschiedenen einheimischen Kulturen bedeutete.
In Mitteleuropa unterscheidet man die verschiedenen Gruppen hauptsächlich an den Grabinventaren, die auch recht unterschiedlich ausgeprägte Außenbeziehungen ausweisen. Kulturelle Gemeinsamkeiten und Verbindungen scheinen sich besonders an den großen Flusssystemen (Donau, Rhein, Weser, Elbe, Oder) herausgebildet zu haben.

## Chronologie
Die frühe Bronzezeit umschließt die Abschnitte A1 (ältere FBZ) und A2 (jüngere FBZ) des von Paul Reinecke entworfenen Chronologiesystems. Eine weitere Modifizierung erfuhr diese Gliederung durch die Entwicklung einer Nadel-Chronologie durch Walter Ruckdeschel (A1a – A2c). Diese relativchronologische Gliederung stützt sich vor allem auf archäologische Funde aus Süddeutschland, kann aber auch für benachbarte Regionen zwischen Westungarn und dem Elsass bzw. der Westschweiz Gültigkeit beanspruchen. Parallel hierzu erfolgte eine Unterteilung des bronzezeitlichen Fundstoffs aus Norddeutschland und Skandinavien durch Oscar Montelius, der die Nordische Bronzezeit insgesamt in sechs Perioden I-VI aufteilte. In Fachkreisen werden die Perioden I und II auch als „Ältere Bronzezeit“ bezeichnet. Die Begriffe „frühe Bronzezeit“ bzw. „Frühbronzezeit“ sind in der nordeuropäischen Forschung dagegen eher unüblich.
Die vorstehende Tabelle zeigt die chronologischen Gliederungsschemata, die von verschiedenen Forschern für die Bronzezeit in Mittel-, West- und Nordeuropa entwickelt wurde. Der Umstand, dass unterschiedliche chronologische Gliederungsansätze nebeneinander bestehen, ist vor allem darauf zurückzuführen, dass sie zum Teil auf unterschiedlichen Ausschnitten (entweder regional oder nach verschiedenen archäologischen Fundgattungen, z. B. Gräber, Horte, Siedlungen) des archäologischen Quellenmaterials beruhen, deren Entwicklung sich meist nicht völlig im Gleichtakt vollzog. Deshalb ist es sehr schwierig, eine weitergehende chronologische Untergliederung der frühen Bronzezeit vorzunehmen, die in verschiedenen Regionen und für verschiedenen Fundgattungen gleichermaßen Gültigkeit besitzt.
Die Archäologin Erika Bleibtreu teilt die frühe Bronzezeit in drei Perioden ein (I: 3000/2900–2600 v. Chr., II: 2600–2400 v. Chr. und III: 2400–2000 v. Chr.)
Die Radiokohlenstoffdatierung und die Dendrochronologie grenzen die frühe Bronzezeit in Mitteleuropa absolutchronologisch auf ca. 2300/2200–1600 v. Chr. ein.

### Bestattungsritus
Die Angehörigen der frühbronzezeitlichen Kulturen bestatteten ihre Toten, dem neolithischen Brauchtum folgend, vorwiegend in Flachgräbern in der sogenannten Hockerstellung, bei der die Beine der Verstorbenen zum Körper hin angezogen wurden. Diese charakteristische Körperlage hatte in der Forschung des späten 19. und des frühen 20. Jahrhunderts zu der Bezeichnung „Hockergräber-Kulturen“ und der „Hockergräber-Bronzezeit“ geführt, die aber heute kaum noch gebräuchlich sind, da es auch in anderen Zeiten Hockerbestattungen gegeben hat. Brandbestattungen sind daneben vergleichsweise selten.
Den Verstorbenen wurden in die Gräber meist reichlich Keramik und in geringerem Umfang auch Bronzeschmuck, -gerät und -bewaffnung beigegeben. Der Übergang zur auf die frühe Bronzezeit folgenden mittleren Bronzezeit ist in weiten Teilen Mitteleuropas durch den auffallenden Wandel der Grabform geprägt. Bereits im Verlauf der jüngeren Frühbronzezeit (Stufe Bz A2) geht man in einigen Regionen dazu über, die Toten – wie zuvor schon in einigen endneolithischen Kulturen – unter Grabhügeln zu bestatten. Mit dem Übergang zur Mittelbronzezeit werden die alten Flachgräberfriedhöfe fast überall aufgegeben, und die Bestattung unter Grabhügeln wird allgemein üblich. Auch legt man die Toten dann nicht mehr in Hockerstellung, sondern in ausgestreckter Rückenlage ins Grab.

### Hortfunde
Neben den Gräbern spielen in der Bronzezeit die Hortfunde eine wichtige Rolle als Quelle für die Kulturgeschichte. Gewiss hat die Sitte ältere Tradition, ist aber für die Bronzezeit wegen der großen Zahl solcher Horte sehr bemerkenswert. In der frühen Bronzezeit fällt die Konzentration von Horten im Raum unmittelbar nördlich der Alpen, in Böhmen, Mähren, Österreich, in Mitteldeutschland, in Norddeutschland und im westlichen Ostseegebiet ganz besonders auf. Dagegen ist in dieser Zeit die Zahl der Horte im Rheingebiet, in Westfalen, im westlichen Niedersachsen und in den Niederlanden verhältnismäßig klein. Nach dem Ende der Frühbronzezeit geht die Anzahl der Horte in den meisten Regionen Mitteleuropas insgesamt deutlich zurück, was sich dann erst wieder mit dem Beginn der Spätbronzezeit ändert.

### Siedlungen
Gute Aufschlüsse über die Bauweise der Häuser und die Anlage von Siedlungen liefern neben frühbronzezeitlichen Uferrandsiedlungen südwestdeutscher und schweizerischer Seen punktuelle Erforschungen in Süddeutschland. Die zweischiffigen Pfostenbauten dort waren 4–8 m breit und bis zu 20–25 m lang.

## Leitfunde
Die wichtigsten Funde der frühen Bronzezeit stellen Metallgegenstände und Keramikgefäße dar. Dabei gibt es ein breites Spektrum verschiedener Typen, je nach Zeit, Region und/oder Kultur.
- Keramik
- Schmuck:
  - Blechschmuck
  - Hals-, Arm-, Finger- und Haarringe
  - Nadeln (z. B. Ruderkopf- oder Schleifennadeln)
- Waffen:
  - Beile (Randleistenbeile)
  - Dolche (Trianguläre Dolche)
- Werkzeuge

## Geographische Gliederung

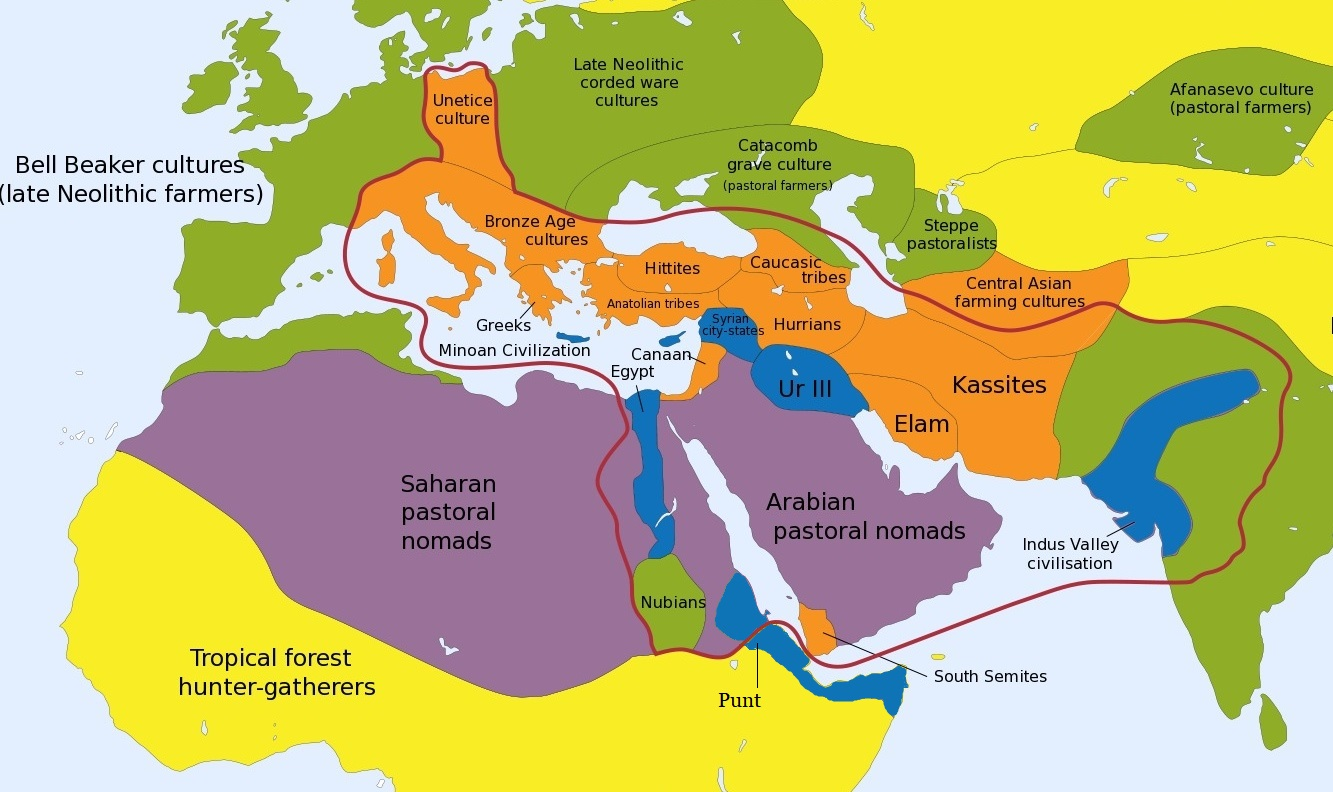
Ungefähre territoriale Ausdehnungen der Kulturen und Machtbereiche europäischer, nordafrikanischer sowie west- und zentralasiatischer Bronzezeitkulturen um 2000 v. Chr.
die ersten Staatsorganisationen
komplexe landwirtschaftliche Gemeinschaften
einfache Bäuerliche Gemeinschaften
nomadische Viehzüchter
Jäger-Sammler-Gruppen
Die burgunderrote Linie zeigt den Herstellungsbereich bronzener Objekte an(Benennungen in englischer Sprache: Únětice culture = Aunjetitzer Kultur)

### Mitteleuropa
Wesentliche Impulse zur Entwicklung der frühen Bronzezeit im südlichen Mitteleuropa kamen aus dem europäischen Südosten. Diese Einflüsse ließen in Mitteldeutschland, Schlesien, Böhmen, Mähren, in den nördlich der Donau gelegenen Teilen Niederösterreichs und der Südwestslowakei die Aunjetitzer Kultur entstehen. Aus dem Bereich der Aunjetitzer Kultur stammt auch die berühmte Himmelsscheibe von Nebra, vielleicht der bekannteste frühbronzezeitliche Gegenstand aus Mitteleuropa, der den zusammen mit der Himmelsscheibe vergrabenen Gegenständen zufolge aber wohl erst in der beginnenden mittleren Bronzezeit in den Boden gelangte.

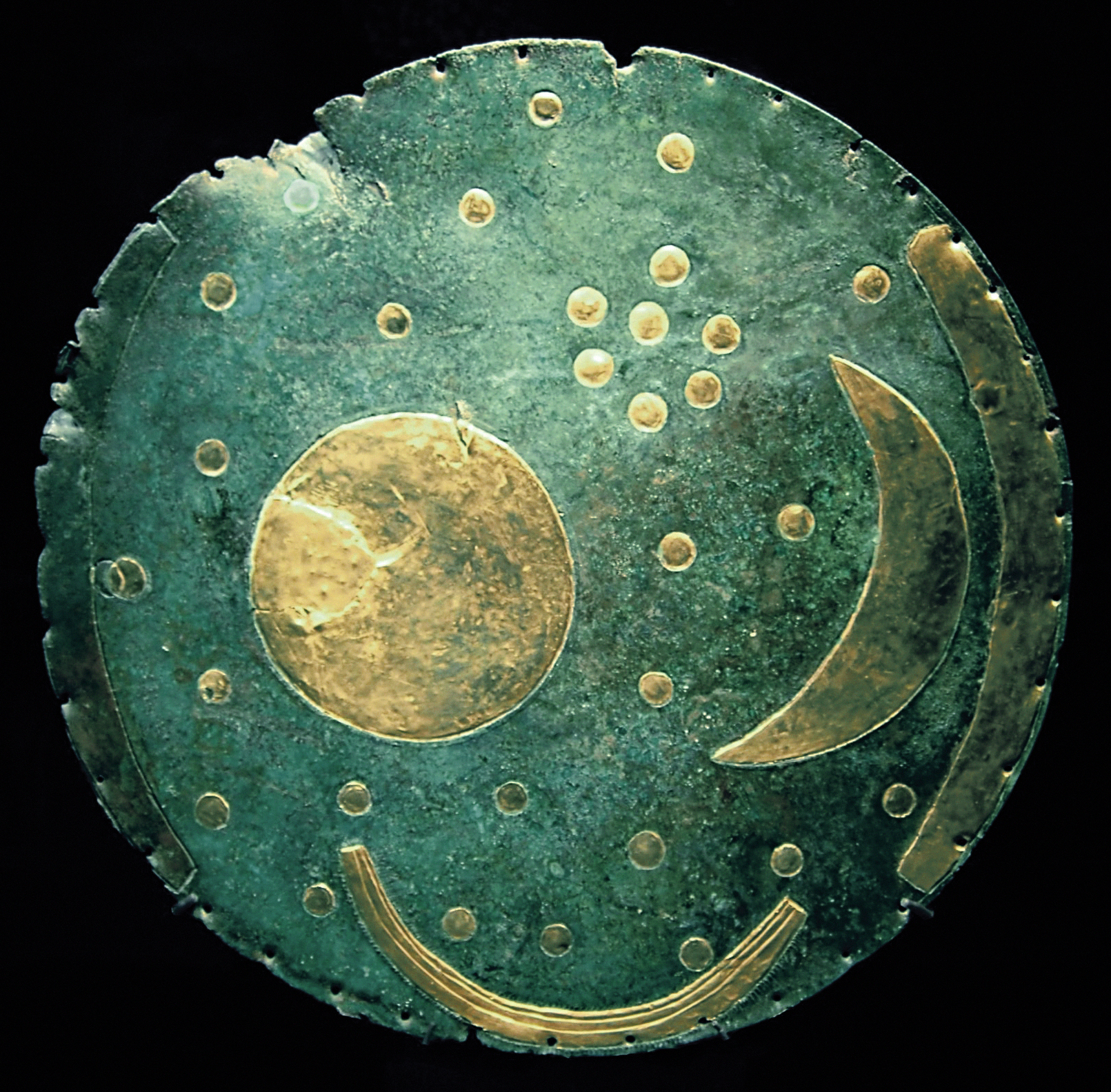
Einer der bedeutendsten Funde aus der Frühbronzezeit: Himmelsscheibe von Nebra

Bedeutende Kulturgruppen der Frühbronzezeit sind im bayerischen Alpenvorland die Straubinger Gruppe und an Bodensee und Hochrhein die Singener Gruppe. Weiter flussabwärts, ab dem nördlichen Oberrheingebiet liegt das Verbreitungsgebiet der Adlerberg-Gruppe, die ebenso wie die Neckar-Gruppe am mittleren Neckarlauf bislang nur durch relativ wenige Fundkomplexe belegt ist.
In den östlichen Teilen Mitteleuropas, vor allem entlang der Donau, erstreckten sich weitere archäologische Gruppierungen, für die der Schweizer Archäologe Emil Vogt den typo-technologischen Begriff des Blechkreises prägte (Vogtscher Blechkreis) und dem ebenfalls die Straubinger Kultur und die Singener Gruppe zugehörig sind. Dieser Begriff basiert auf der Beigabe von Bronzeblechschmuck in den Gräbern, im Gegensatz zu den meist massiv gegossenen Bronzegegenständen der Aunjetitzer Kultur. Als weitere wichtige Angehörige des Blechkreises sind vor allem die Unterwölblinger Gruppe (Niederösterreich), die Nitra-Gruppe (Slowakei), die Kisapostag-Kultur (Westungarn), sowie die Nagyrév-Kultur (Zentralungarn) zu nennen.

### Nordeuropa
In den Gebieten nördlich der Elbe (norddeutsches Tiefland und weite Teile Skandinaviens) bestanden während der frühen Bronzezeit vielfach noch jungsteinzeitliche Kulturerscheinungen weiter. Ähnliches gilt für Nordwestdeutschland und die Niederlande, wo die Metallzeit mit den Grabsitten im Sögel-Wohlde-Kreis begann, der chronologisch bereits am Übergang zur Mittelbronzezeit steht, als sich auch in den Gebieten nördlich der Elbe mit dem so genannten „Nordischen Kreis“ bzw. mit der Nordischen Bronzezeit eine eigenständige Bronzezeitkultur herausbildet.

### Westeuropa
Auch in Westeuropa wirken in einigen Regionen jungsteinzeitliche Traditionen noch bis weit in die Bronzezeit hinein kulturprägend. Dies gilt vor allem für die Niederlande, Belgien und weite Teile Frankreichs. Dort ist noch bis weit in den Beginn der mittleren Bronzezeit eine Lebensweise fassbar, die am ehesten mit den endneolithischen Becherkulturen zu vergleichen ist, ein Derivat dieser Entwicklungsreihe kann in dem Auftreten der sog. „Hilversum-Kultur“ (abgekürzt HVS) gesehen werden. Diese Kulturgruppe kann als eine Weiterentwicklung der in den Niederlanden am Ende des Neolithikums auftretenden Riesenbechergruppen angesehen werden. Dort reicht die in der Stufe Bz A1 auftretende wickelschnurverzierte Keramik bis in die Frühphase der Mittelbronzezeit hinein.
Ein weiteres wichtiges kulturelles Zentrum im äußersten Westen der frühen Bronzezeit in Europa, in Großbritannien, stellt die Wessex-Kultur Südenglands dar, die mit der letzten Benutzungsphase von Stonehenge in Verbindung gebracht werden kann.